# Padergnone
Padergnone är en ort och frazione i kommunen Vallelaghi i provinsen Trento i regionen Trentino-Sydtyrolen i Italien. 
Padergnone upphörde som kommun den 1 januari 2016 och bildade med de tidigare kommunerna Terlago och Vezzano den nya kommunen Vallelaghi. Den tidigare kommunen hade 809 invånare (2015).